# 亀石峠インターチェンジ
亀石峠インターチェンジ（かめいしとうげインターチェンジ）は、静岡県伊豆の国市にある伊豆スカイラインのインターチェンジである。
伊東市との市境に位置するが、料金所は伊豆の国市に設けてある。

## 接続する道路
- 伊豆スカイライン
- 静岡県道19号伊東大仁線

## 周辺
- モビリティパーク
- 日本サイクルスポーツセンター
- 日本競輪選手養成所
- 亀石峠
- 宇佐美駅

## 隣
伊豆スカイライン
山伏峠IC - 亀石峠IC - 冷川IC